# 金沢市立戸板小学校
金沢市立戸板小学校（かなざわしりつ といたしょうがっこう、英語: Kanazawa Municipal Toita Elementary School）は、石川県金沢市戸板1丁目にある公立小学校。

## 沿革
《主要な出典：》
- 1871年12月（明治04年11月）[注釈 1] - 示野小学校を創立[7]。
- 1873年（明治06年）9月 - 二口小学校を創立[7]。
- 1892年（明治25年）4月 - 小学校令改正に伴い、示野小学校を戸板乙尋常小学校と、二口小学校を戸板甲尋常小学校とそれぞれ改称。
- 1895年（明治28年）5月 - 戸板乙尋常小学校を戸板西尋常小学校と、戸板甲尋常小学校を戸板東尋常小学校とそれぞれ改称。
- 1902年（明治35年）4月 - 両尋常小学校を合併して、戸板尋常小学校と改称。
- 1919年（大正08年）4月1日 - 高等科を併置して、戸板尋常高等小学校と改称[8]。
- 1921年（大正10年）4月 - 校舎増築木造2階建。
- 1941年（昭和16年）4月1日 - 国民学校令施行に伴い、戸板国民学校と改称。
- 1943年（昭和18年）10月1日 - 石川郡戸板村の金沢市編入に伴い、金沢市立戸板国民学校と改称[9]。
- 1947年（昭和22年）4月1日 - 学制改革により、金沢市立戸板小学校と改称。所在地：石川県金沢市二口町ハ42番地[10][11]。
- 1948年（昭和23年）4月1日 - 金沢市立長田中学校戸板分校を戸板小学校に併設[12][13]。
- 1952年（昭和27年）6月30日 - 長田中学校戸板分校が廃止される[14]。
- 1953年（昭和28年）11月 - 校歌制定（作詞：宮川靖、作曲：鴛原利蔵）。
- 1963年（昭和38年）11月 - 創立90周年記念式挙行。
- 1969年（昭和44年）2月26日 - 新築落成式挙行[15]。所在地：石川県金沢市二口町ハ42番地[16]。
- 1971年（昭和46年）8月 - 創立100周年記念式挙行。
- 1983年（昭和58年）5月1日 - 創立以来児童数が最多となる（28学級1102人）。
- 1984年（昭和59年）4月1日 - 金沢市立西小学校（wikidata）の開校にあたり、戸板小学校通学区域から西念地区を分離[17]。17学級668児童となる。
- 1991年（平成03年）9月 - 創立120周年記念式挙行。校歌石碑を建立。
- 2001年（平成13年）11月 - 創立130周年記念式挙行。
- 2011年（平成23年）
  - 10月9日 - 新校舎起工式[18]。
  - 11月30日 - 創立140周年記念集会開催[19]。
- 2013年（平成25年）
  - 3月 - 金沢市戸板第二土地区画整理事業施行地区内47-1街区1番[20]において新校舎が竣工[3]。現在地に移転[21]。
  - 4月8日 - 新校舎アリーナ（屋内運動場）で初の入学式を挙行[22]。
  - 4月21日 - 新校舎竣工式挙行。
- 2014年（平成26年）6月28日[23] - 所在地の表記が変更されて石川県金沢市戸板1丁目1番地[20]となる。
- 2019年（平成31年）3月 - 増築棟完成。
- 2021年（令和03年）10月9日 - 創立150周年記念式典を挙行[6]。